# Voyelle mi-fermée

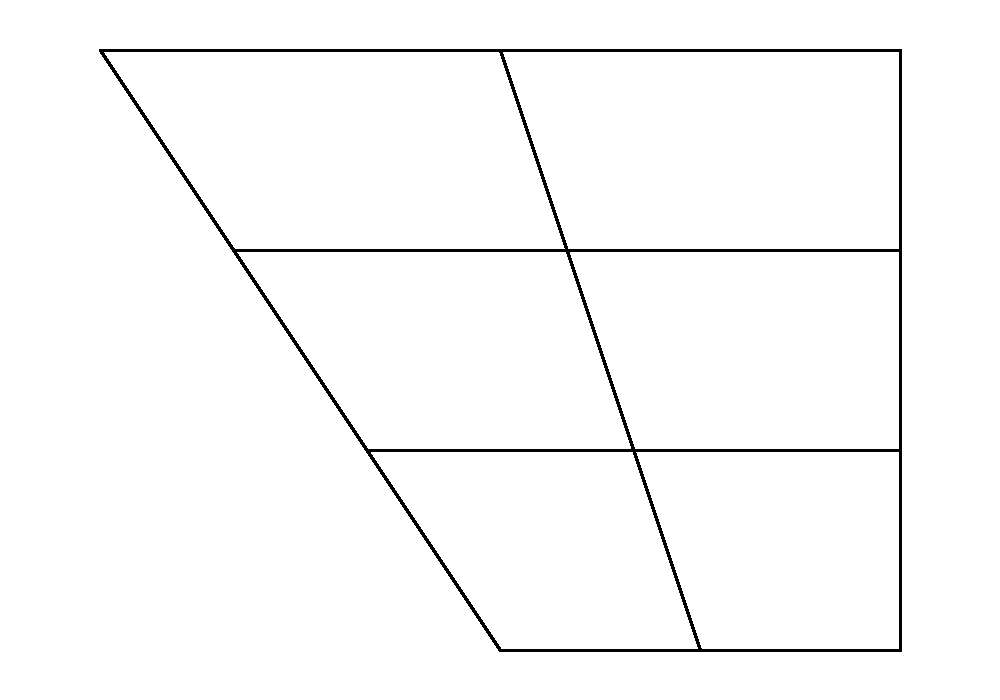
Triangle vocalique avec voyelles cliquables

Une voyelle mi-fermée ou moyenne supérieure est un son de type voyelle employé dans certaines langues parlées. Elle est caractérisée par une position de la langue aux deux-tiers du chemin entre une voyelle fermée et une voyelle moyenne.
Les voyelles mi-fermée identifiées par l'Alphabet phonétique international  sont les suivantes :
- Voyelle mi-fermée antérieure non arrondie [e]
- Voyelle mi-fermée antérieure arrondie [ø]
- Voyelle mi-fermée centrale non arrondie [ɘ]
- Voyelle mi-fermée centrale arrondie [ɵ]
- Voyelle mi-fermée postérieure non arrondie [ɤ]
- Voyelle mi-fermée postérieure arrondie [o]